# Hans Krása
Hans Krása, né le 30 novembre 1899 à Prague et mort le 17 octobre 1944 à Auschwitz en Pologne, est un compositeur tchéco-allemand.

## Biographie
Hans Krása est né le 30 novembre 1899 à Prague. Son père est avocat, et est issu d’une famille tchèque. Sa mère est issue d'une famille allemande.

### Études et carrière musicale
Hans Krása étudie la composition à l'Académie allemande de musique et d'arts décoratifs à Prague avec Alexander von Zemlinsky. À la fin de ses études, il suit son professeur à Berlin. Après des séjours d'étude en France comme élève d'Albert Roussel, il travaille comme chef de chœur au Nouveau théâtre allemand à Prague.
En 1921, il obtient son premier succès comme compositeur avec les Lieder avec orchestre opus 1 sur des textes de Christian Morgenstern. En 1938, Hans Krása écrit l'opéra pour enfant Brundibár à l'occasion d'un concours du Ministère de l'enseignement et de l'éducation populaire, sur un livret d'Adolf Hoffmeister.

### Années 1940
En 1939, à la suite de l'invasion de la Pologne par le Troisième Reich, les activités musicales deviennent interdites aux Juifs. Ainsi, l'opéra Brundibár ne peut être joué. Malgré tout, à l'hiver 1942, la première est donnée clandestinement dans un orphelinat juif. Quelques mois plus tard, les enfants de l'orphelinat sont déportés, avec le directeur de l’institution, au camp de concentration de Theresienstadt. C'est lui[Qui ?] qui apporte la partition dans le camp.
Le 10 août 1942, Hans Krása est déporté au camp de concentration de Theresienstadt. Il récupère la partition de Brundibár et l'adapte pour les instruments à sa disposition dans le camp. L'opéra pour enfants y sera donné 55 fois pour le public tchèque.
Dans le camp, il sera marié quelques mois avec Eliška Kleinová, sœur de Gideon Klein, pour empêcher sa déportation en tant que femme seule.
Dans la nuit du 16 octobre 1944, Hans Krása est déporté vers Auschwitz. Il meurt dans la chambre à gaz dès son arrivée.

## Œuvres
- Opéras
  - Verlobung im Traum, 1928-1930, d'après la nouvelle de Fiodor Dostoïevski Le Rêve de l'oncle
  - Brundibár, opéra pour enfant (2 versions : Prague 1938, Theresienstadt 1943)
- Œuvres pour chœur
  - Die Erde ist des Herrn, cantate pour solistes, chœur et orchestre, 1931
- Œuvres vocales
  - Vier Orchesterlieder op. 1 d'après des textes tirés de Galgenliedern de Christian Morgenstern, 1920 (UE Vienne)
  - Cinq Lieder op. 4 pour voix médianes et piano, 1926 (UE Vienne)
    - Ihr Mädchen seid wie die Gärten Rainer Maria Rilke
    - An die Brüder chant populaire letton
    - Mach, daß etwas uns geschieht! Rainer Maria Rilke
    - Die Liebe Gaius Valerius Catullus
    - Vice versa Christian Morgenstern

  - Der Schläfer im Tal pour voix profondes et orchestre de chambre, avant 1925 (Bote & Bock)
  - Trois Lieder pour baryton, clarinette, alto et violoncelle, 1943 (Bote & Bock)
- Œuvres pour orchestre
  - Symphonie pour petit orchestre, 1923
  - Ouverture pour petit orchestre, 1943/44
- Musique de chambre
  - Quatuor à cordes, 1921 (Édition Max Eschig, Paris)
  - Thème et variations pour quatuor à cordes, 1935/36 (Bote & Bock)
  - Musique de chambre pour cymbale et  7 Instruments (4 clarinettes (ou 4 saxophones), trompette, violoncelle, contrebasse), 1936 (Bote & Bock)
  - Musique de chambre pour clavecin et sept instruments (1936)
  - Danse pour trio à cordes, 1943 (Bote & Bock)
  - Passacaille et fugue pour trio à cordes, 1944 (Bote & Bock)
- Musique de scène
  - Mládí ve hře d'Adolf Hoffmeister, 1934/35 (in: A. Hoffmeister, Hry z avantgardy, Prague: Orbis 1963)